# ワックスフラワー
ワックスフラワーは豪州の西オーストラリア州（の南西部）原産、フトモモ科の灌木植物。学名は Chamelaucium 。花弁（花びら）に光沢があり、蝋細工のように見える為、この名がある。樹高は 1.5m-3m 、枝はよく分岐し、花径は 2cm程。日本では4月～6月に、白、ピンク、薄紫等の多数の花をつける。広く栽培されているのは常緑低木のウニカトゥム種（C. unicatum）で、ジェラルトン・ワックスという名もある（「ジェラルトン」は西オーストラリア州の地名で、この地周辺に多く自生する為、この名がある。日本でただ単に「ワックスフラワー」と言った場合、本種を指す事が多い）。
誕生花としては7月17日、及び8月2日のものでもある。

## 主な種
The Plant ListにてAccepted Nameとして記されている学名一覧
- Chamelaucium axillare F.Muell. ex Benth.
- Chamelaucium brevifolium Benth.
- Chamelaucium ciliatum Desf.
- Chamelaucium confertiflorum Domin
- Chamelaucium drummondii (Turcz.) Meisn.
- Chamelaucium gracile F.Muell.
- Chamelaucium heterandrum Benth.
- Chamelaucium marchantii Strid
- Chamelaucium megalopetalum F.Muell. ex Benth.
- Chamelaucium micranthum (Turcz.) Domin
- Chamelaucium pauciflorum (Turcz.) Benth.
- Chamelaucium uncinatum Schauer
- Chamelaucium virgatum Endl.